# إلينغتون (كامبريدجشير)
الينغتون (بالإنجليزية: Ellington, Cambridgeshire) هي قرية وأبرشية مدنية تقع في المملكة المتحدة في إنجلترا.